# جلكى نهرية غربية
جلكى نهرية غربية (الاسم العلمي: Lampetra richardsoni) هي نوع من الحيوانات المائية يتبع جنس جلكى لاحسة الحجر من فصيلة الجلكية.